# Jacobus Cornelis Broers

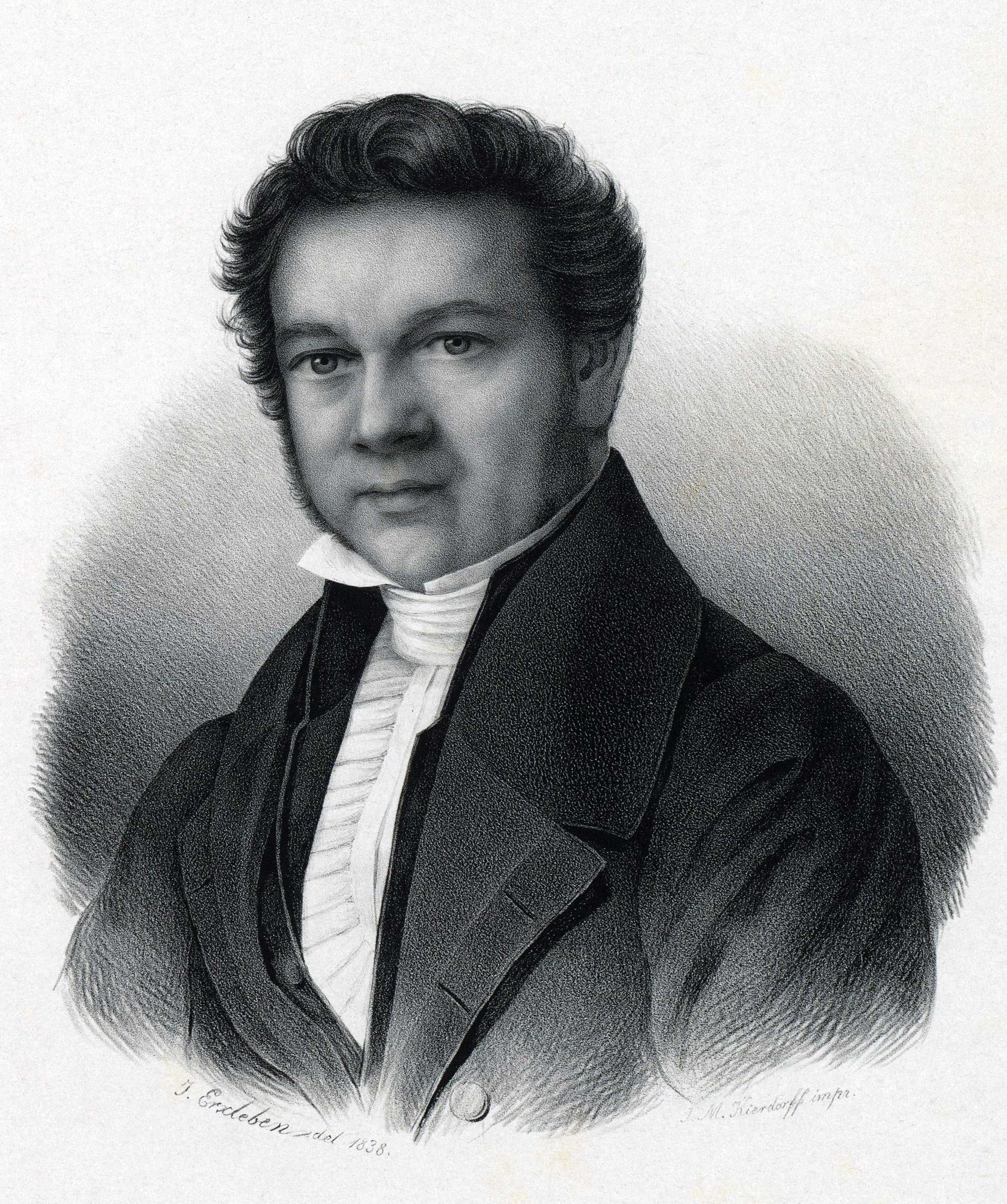
Jacobus Cornelis Broers

Jacobus Cornelis Broers (* 17. Februar 1795 in Utrecht; † 23. November 1847 in Leiden) war ein niederländischer Mediziner.

## Leben
Jacobus Cornelis Broers war Sohn von Jacobus Cornelis Broers (* 1773 in Amsterdam; † 12. April 1815 ebenda) und Francisca Sophia de Rochefort (* 1773 in Soest; † ?). Er hatte bereits im Elternhaus eine weitreichende Bildung erfahren. Nach dem Besuch der Lateinschule in Utrecht begab er sich am 28. Dezember 1810 an die Universität Utrecht, um ein Studium der medizinischen Wissenschaften zu absolvieren. Hier wurde er von Nicolaas Cornelis de Fremery und Jan Bleuland angeleitet, pathologische Präparate anzufertigen. 1815 beteiligte er sich an der Verteidigung seines Vaterlandes, wobei er den Unteroffiziersgrad sergeantmajoor erhielt. Bereits am 2. April 1817 hatte er in Utrecht eine gekrönte Preisschrift über die Pathologie von Hieronymus David Gaub unter dem Titel Dewijl in de leer van Gaubius de morbis solidi vivi, hoewel zeer gewigtig, nu nog veel gevorderd wordt, zoo als uit de waarnemingen blijkt, die omtrent de levenskracht na hem gedaan zijn; vraagt men, wat die waarnemingen hebben bijgebragt, om die leer zoo uit te breiden als te volmaken herausgegeben.
Am 10. November 1818 promovierte er mit der Abhandlung Specimen medicum chirurgicum de causis, our Laesionibus Capitis, quae initio haud periculosae videbantur, frequenter sero symptomata gravia, in mortem desinentia, accedunt zum Doktor der Medizin. Nachdem er eine Bildungsreise nach Paris und einige deutsche Universitäten absolviert hatte, ließ er sich als Arzt in Zeist nieder. Am 25. September 1826 wurde er per königlichem Beschluss von den Kuratoren der Universität Leiden zum Professor der Chirurgie und Geburtskunde berufen, dessen Lehrstuhl er am 2. Dezember 1826 mit der Rede Oratio de Chirurgiae studio cum cultu et humanitate conjungenda antrat. Als Lehrkörper der Leidner Hochschule beteiligte er sich auch an den organisatorischen Aufgaben der Hochschule und war 1834/35 Rektor der Alma Mater. Anscheinend  liegt vielmehr seine Bedeutung im praktischen Bereich, denn von ihm ist nur die eigenständige Arbeit Observationes anatomico-pathologicae (Leiden 1839) bekannt.
Zudem war er Mitglied mehrerer Gelehrtengesellschaften. So wäre seine 1822 erfolgte Mitgliedschaft in der provinziellen Utrechtschen Gesellschaft der Künste und Wissenschaften (niederländisch: Provinciaal Utrechtsch Genootschap van Kunsten en Wetenschappen), seine 1831 erfolgte Aufnahme in die Gesellschaft zur Förderung der Heilkunde in Amsterdam (niederländisch: Genootschap ter bevordering der Heelkunde), seine Aufnahme 1839 in die holländische Gesellschaft der Wissenschaften in Haarlem (niederländisch: Hollandsche Maatschappij der Wetenschappen) und seine korrespondierende Mitgliedschaft ab 1840 in der medizinisch- und heilkundigen Gesellschaft in Brügge (niederländisch: Genees- en Heelkundig Genootschap) zu nennen.
Broers war zwei Mal verheiratet. Seine erste Ehe schloss er am 14. Februar 1822 in Utrecht mit Geertruida van Pesch (* 9. Oktober 1799 in Utrecht; † 21. Juni 1838 in Leiden), Tochter von Adrianus van Pesch und Elisabeth van Beest. Aus der Ehe gingen neun Kinder hervor. Seine zweite Ehe ging er am 20. August 1840 in Delft mit Cornelia Margaretha Maquelijn (* 23. Dezember 1801 in Delft; † 4. Januar 1880 ebenda), Tochter von Michael Jacobus Macquelijn und dessen Frau Petronella Johanna van Egmond, ein.

## Weblink
- J. C. Broers bei der digitalen Bibliothek der Niederlande

| Personendaten    | Personendaten              |
| ---------------- | -------------------------- |
| NAME             | Broers, Jacobus Cornelis   |
| KURZBESCHREIBUNG | niederländischer Mediziner |
| GEBURTSDATUM     | 17. Februar 1795           |
| GEBURTSORT       | Utrecht                    |
| STERBEDATUM      | 23. November 1847          |
| STERBEORT        | Leiden                     |